# Мужская сборная Швеции по хоккею на траве
Мужская сборная Швеции по хоккею на траве — мужская сборная по хоккею на траве, представляющая Швецию на международной арене. Управляющим органом сборной выступает Ассоциация хоккея на траве Швеции (швед. Svenska Landhockeyförbundet, англ. Swedish Hockey Association).
Сборная занимает (по состоянию на 1 января 2015) 46-е место в рейтинге Международной федерации хоккея на траве (FIH).

## Результаты выступлений

### Мировая лига
- 2012/13 — 48—53 место (выбыли в 1-м раунде)
- 2014/15 — не участвовали

### Чемпионат Европы (II дивизион)
(EuroHockey Nations Challenge II, до 2011 назывался EuroHockey Nations Trophy)
- 2011 — 7-е место[3]

### Чемпионат Европы (III дивизион)
(EuroHockey Nations Challenge III, до 2011 назывался EuroHockey Nations Challenge I)
- 2005 — 6-е место[4]
- 2007 — 6-е место[5]
- 2009 — [6]
- 2013 — 6-е место[7]

### Чемпионат мира (индорхоккей)
- 2015 — (проходит в настоящее время, 4—8 февраля 2015)

### Чемпионат Европы (индорхоккей)
I дивизион
- 2014 — 7-е место[8]

II дивизион
- 2010 — 4-е место
- 2012 — [9]

III дивизион
- 2006 — [10]
- 2008 — [11]